# 聘珍楼
聘珍楼（英語：Heichinrou）是一家在日本横滨市经营的中华料理店，主营粤菜。现任社长林卫是该店第七任社长。

## 历史
1884年在日本横滨市开业，创业者是张氏华侨，后由张茂元接任，1923年关东大地震中损毁，改为鲍庄昭、鲍金钜父子接任，第二次世界大战后鲍氏父子失去重建欲望，改由其朋友庞柱琛（归化日本籍贯后改名林达雄）接手，1967年变更为有限公司，1975年其子林康弘接手，1978年变更为株式会社，1988年成立聘珍楼 (香港)。2022年5月15日横滨总店因新冠疫情暂停营业。

## 店铺
- 日比谷店
- 吉祥寺店
- 大阪店
- 小仓店
- 聘珍楼 (香港)

## 画廊

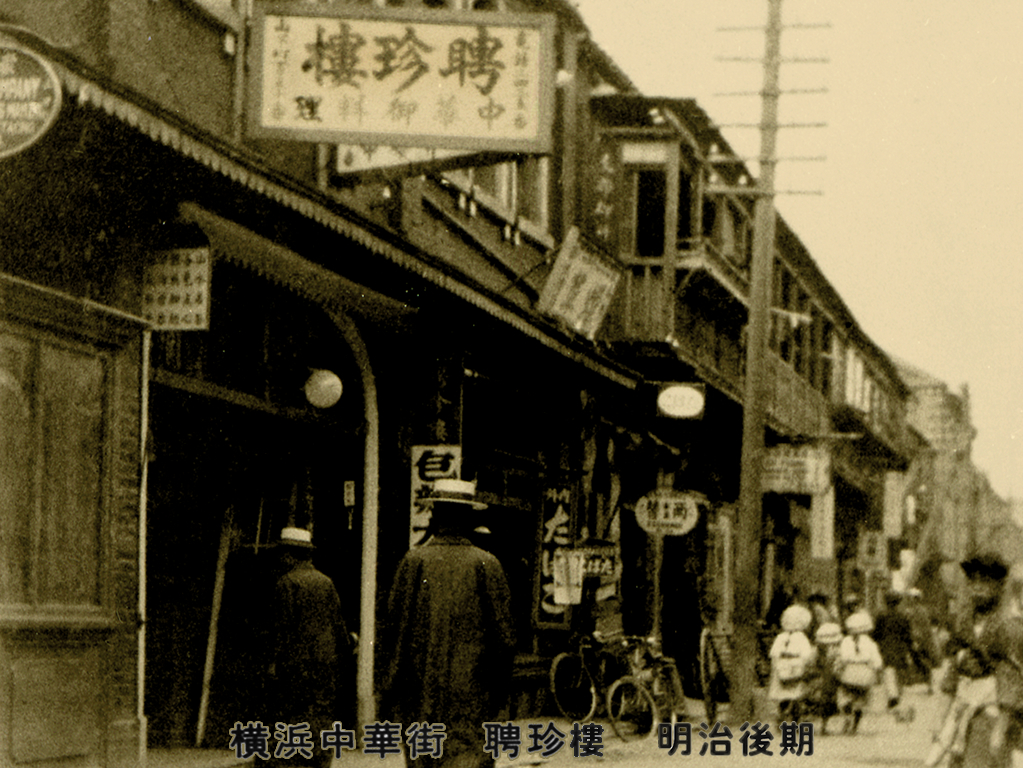
聘珍楼横滨总店（明治后期）
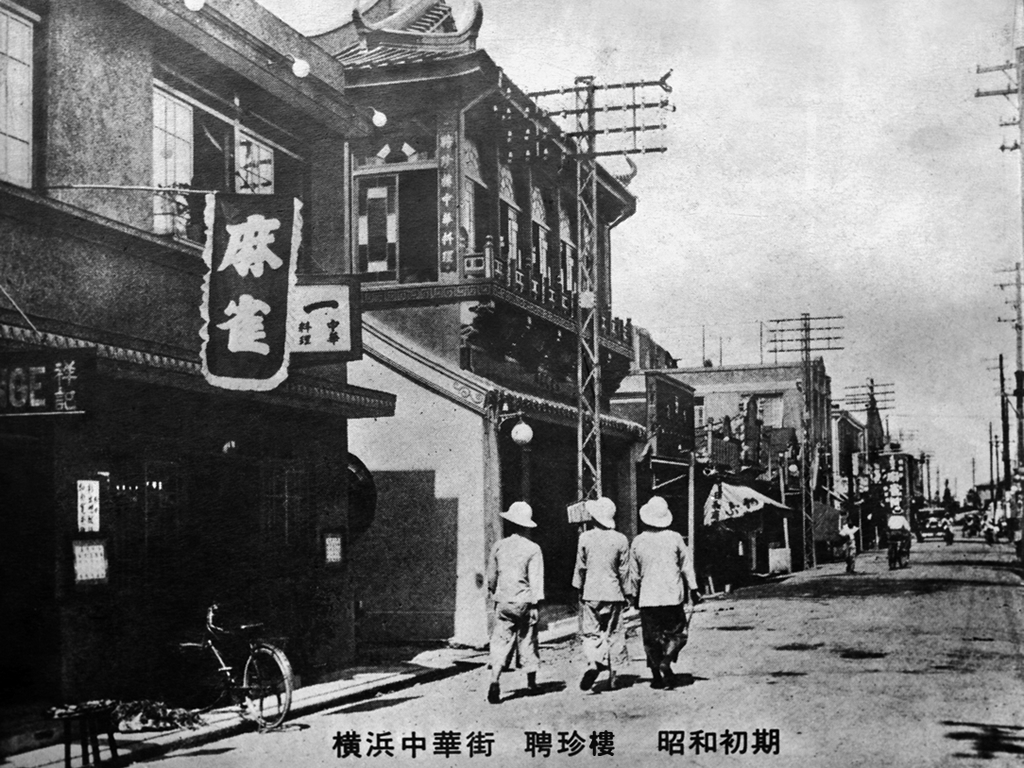
聘珍樓横滨总店（昭和初期）
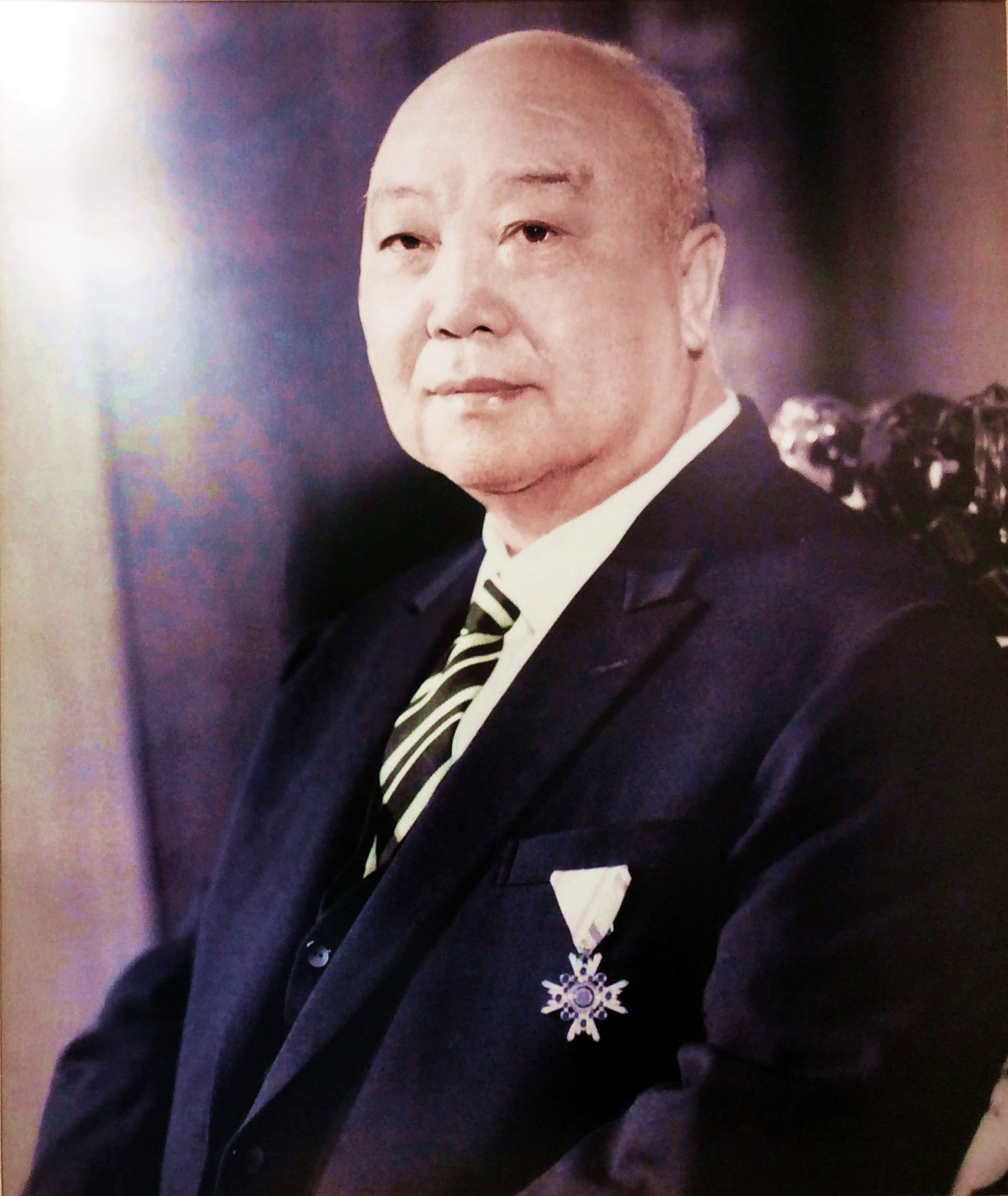
林达雄
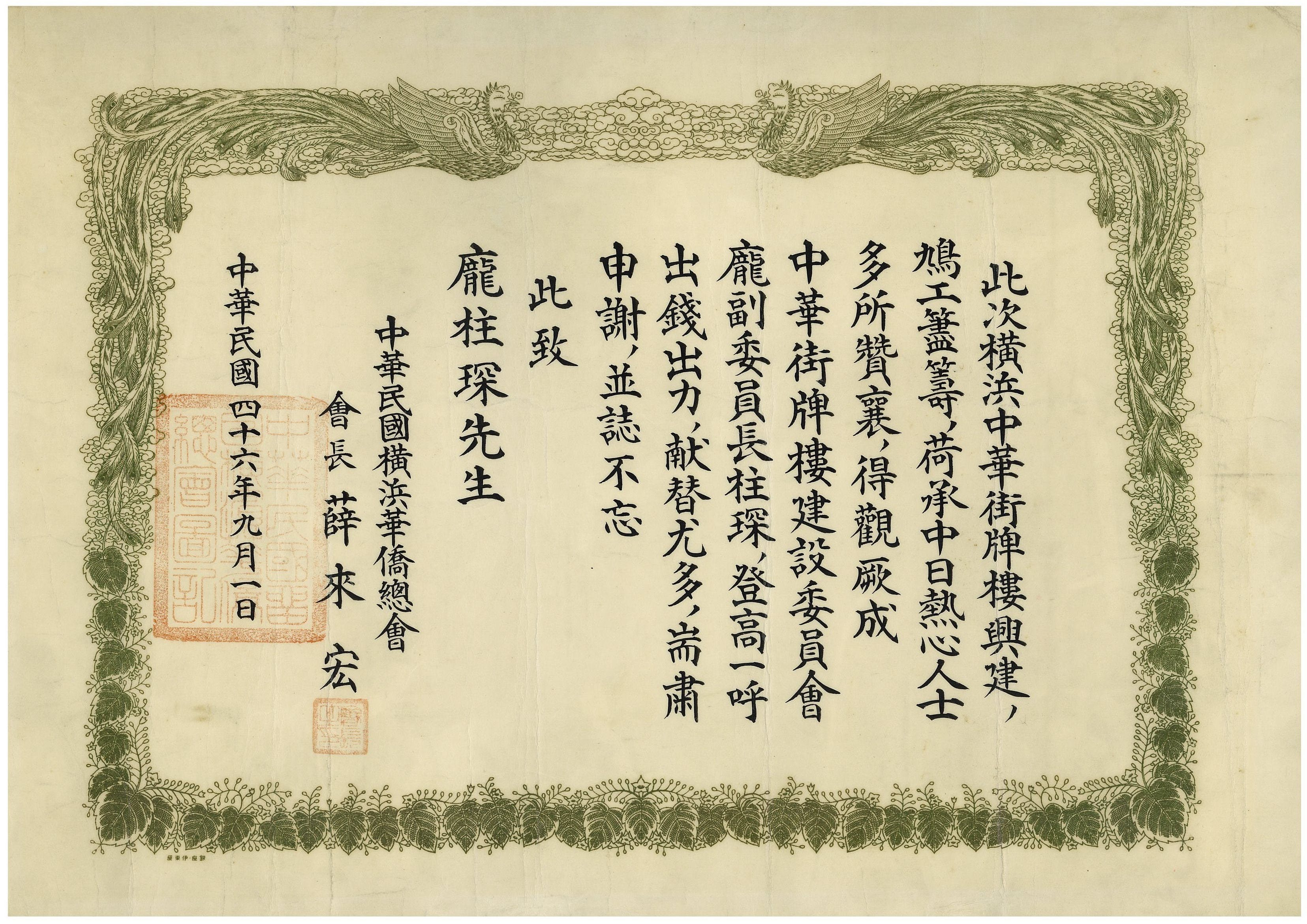
庞柱琛感谢状